# رينيه جانسين
رينيه جانسين (بالهولندية: René Janssen)‏ هو كيميائي وفيزيائي هولندي، ولد في 1959 في رورموند في هولندا.